# Марш, Найо
Дама Эдит Найо Марш (англ. Edith Ngaio Marsh; 23 апреля 1895 — 18 февраля 1982, Крайстчерч) — новозеландская детективная писательница, театральный деятель. Наравне с Агатой Кристи, Дороти Сэйерс, Глэдис Митчелл и Марджери Аллингем, считается одной из «королев британского детектива» и одним из самых ярких представителей Золотого века детективного жанра. Создательница Родерика Аллейна.
Литературным агентом писательницы была Дороти Олдинг, которая также работала с Агатой Кристи и Джеромом Сэлинджером. С 2010 года ежегодно вручается литературная премия имени Найо Марш (англ. Ngaio Marsh Awards).

## Биография

### Ранняя жизнь
Фактически, Эдит Найо Марш родилась 23 апреля 1895 года в Крайстчерче, Новая Зеландия, однако её отец отказывался регистрировать ребёнка до 1899 года. Именно 23 апреля 1899 года считается официальной датой рождения писательницы.
Второе имя писательницы, «Найо», довольно популярно на её родине, и на языке маори означает «умненькая». Также этим именем названы вид насекомых и вид дерева, найденных в Новой Зеландии. Эдит Марш была единственным ребёнком в семье Роуз Элизабет (урожденная Сигер; ум. 1932) и Генри Эдварда Марша (ум. 1948). Сестра матери писательницы, Рут, была женой известного геолога, лектора и куратора Роберта Спейта (англ. Robert Speight) (1867—1949). Свое образование Марш получила в колледже Святой Маргариты в Крайстчерче, где она была одной из первых учениц только что открытого учебного заведения. Так же она изучала живопись в школе искусств Кентерберийского колледжа (Новая Зеландия), прежде чем присоединилась к гастролирующей театральной труппе Алана Уилки (англ. Allan Wilkie) (1878—1970) в 1916 году.
После этого она начала гастролировать по Новой Зеландии, а с 1928 — и по Великобритании. Тема театра и живописи позже оставит яркий след в её литературном творчестве.
С 1928 по 1932 годы она, вместе со своими знакомыми, основала небольшой бизнес по декору в Найтсбридже, Лондон, Англия.
Эдит Марш была членом художественной ассоциации, группы, базирующейся в Крайстчерче, её родном городе. Она выставлялась с ними в 1927, 1928, 1935, 1938, 1940 и 1947 годах.
Более всего Найо Марш прославили её 32 детективных романа, опубликованные между 1934 и 1982 годах. Считается одной из «Королев детектива», женщин-писательниц, доминирующих в криминальном жанре в его «золотой век» в 1920—1930 годы, промежутке между двумя Мировыми Войнами, так называемом «затянувшемся уик-эндом».

### Творчество
Главным героем всех её произведений является старший инспектор (позже — старший суперинтендант) Родерик Аллейн из Скотленд-Ярда. Её герой — аристократ по происхождению, что помогает ему свободно действовать как в низших, так и в высших слоях английского общества. Чаще всего, инспектор Аллейн театрально изобличает преступника — то устроит реконструкцию преступления с участием всех участников и нескольких наблюдающих (иногда в подобных постановках устраивает ловушку для разоблачения убийцы, как в романе «Убийца, ваш выход!»), то созовет множество людей (как в романе «На каждом шагу констебли») и расскажет им «историю одного убийства», попутно отвечая на вопросы «зрителей». В классическом британском детективе времен Марш было не принято сыщику иметь супруга — супруг считался «обузой» главному герою. Тем не менее, в романе «Маэстро, вы — убийца» Найо Марш вводит персонажа Агату Трой, известную художницу, которая позже становится женой Аллейна.
Подобно Пуаро у Кристи, Аллейн имеет своего «капитана Гастингса», также иногда появляющегося в романах Марш, особенно в ранних произведениях. Это журналист Найджел Батгейт, впервые появившийся в дебютной работе Марш — роман «Игра в убийство», где Аллейн расследует убийство кузена Найджела, Чарльза Рейкина. В этом же романе Найджел знакомится со своей будущей женой — Анджелой Норт, племянницей хозяина дома во Франтоке, где произошло убийство.
Действие большинства её романов происходит в Англии, но в четырёх в Новой Зеландии, где Аллейн либо прикреплен к полиции Новой Зеландии («Смерть в овечьей шерсти» и «Заклятие древних маори»), либо находится там в отпуске («Убийство в стиле винтаж» и Photo Finish). Действие романа «Семейка Лампри» начинается в Новой Зеландии, но продолжается в Англии.

### Признание и дальнейшая жизнь
Настоящей страстью Эдит Марш был театр. В 1942 году она осовременила «Гамлета» для Драматического общества Кентерберийского университетского колледжа (ныне — Драматическое общество Кентерберийского университета), первую из многих шекспировских постановок общества с её участием до 1969 года. В 1949 году её ученики, с поддержкой предпринимателя Дэна О`Коннора, гастролировали по Австралии с новыми версиями шести персонажей из Отелло и Пиранделло. В 1950-х она была связана с новозеландскими музыкантами, относительно недолговечной профессиональной гастрольной репертуарной кампанией. В 1972 году она была приглашена городским советом Крайстчерча, чтобы руководить подготовкой к постановке «Генриха V» Шекспира, постановка которого должна была быть первым представлением недавно построенного театра Джеймса Хэя в Крайстчерче.
Она дожила до того, чтобы увидеть в Новой Зеландии жизнеспособную профессиональную театральную индустрию при поддержке Совета по реалистическому искусству, с многими её протеже на переднем крае. Театр «Найо Марш» на 430 мест при Кентерберийском университете назван в честь писательницы, а её дом в Крайстчерче на кашемировых холмах стал её музеем.
В 1965 году Марш опубликовала автобиографию «Black Beech and Honeydew», в которой много рассуждала о своей театральной деятельности, и лишь мельком упомянула о сочинении детективов. Британский писатель и издатель Маргарет Льюис издала биографию Найо Марш под названием «Ngaio Marsh, A Life» в 1991 году. Биография Найо Марш за авторством Джоанны Дрейтон под названием «Ngaio Marsh: Her Life in Crime» была опубликована в 2008 году. Свою жизнь Найо Марш никогда не выставляла напоказ, а к концу жизни и вовсе начала уничтожать многие свои бумаги, письма и рукописи, из-за чего жизнь Марш сама превратилась в загадку.
Эдит Марш никогда не была замужем и не имела детей, наслаждаясь обществом своих подруг, включая Сильвию Фокс, но отрицала, что она — лесбиянка. Её биограф Джоанна Дрейтон писала, что Рой Воган после встречи с Найо Марш на борту лайнера P&O сказал: «Я думаю, Найо Марш хотела быть свободной птицей в мире, особенно в Новой Зеландии, которая имела определённые взгляды на устройство жизни».
За несколько недель до смерти с Марш произошел конфуз: её ошибочно объявили мертвой. Дэвид Маккой (которого также преждевременно похоронили на просторах англоязычной Википедии в 2011 году), автор одного из некрологов писательницы, обратился к ней с извинениями, и Марш, по словам Маккоя, «была великодушна и снисходительна, сказав, что ей было приятно прочитать столь любезный некролог». Вскоре, 18 февраля 1982 года, Эдит Найо Марш действительно умерла в родном городе Крайстчерче в своем доме и была похоронена на кладбище при церкви Святых Невинных. В настоящее время дом писательницы является её музеем.

## Награды и почетные звания
1. 1948 год — За заслуги перед театром Новой Зеландии[14]
2. 1962 год — почетный доктор Кентерберийского университа[14][15]
3. 1966 год — Дама-Командор Ордена Британской Империи за вклад в театральное искусство Новой Зеландии[4][14][15]
4. 1978 год -премия Grand Master Award за пожизненный вклад в детективную беллетристику от the Mystery Writers of America[4][16]
5. 2015 год — 23 апреля Марш удостоена Google Doodle[16]

В 2019 году было объявлено, что Найо Марш является одним из претендентом на премию имени себя. В 2018 году издательство HarperCollins опубликовала ранее неизданный роман писательницы, дописанный Стеллой Даффи, — «Money in the Morgue». Именно этот роман номинирован в категории «Лучший роман». Однако «Money in the Morgue» проиграл роману Фионы Кидман «This mortal boy».

### Романы
Главным героем всех романов Найо Марш был Родерик Аллейн. Вся серия хронологична, и была написана и опубликована, скорее всего, в порядке придумывания сюжетов.
Яркими романы Найо Марш сделало их не только красивый, изысканный стиль повествования, но и оригинальные способы убийства. Так, к примеру, одна жертва падает в кипящий гейзер («Заклятие древних Маори»), другую заживо закатывают в тюк с овечьей шерстью («Смерть в овечьей шерсти»), третья умирает от выстрела пистолета, спрятанного в пианино («Прелюдия к убийству») и почти никогда Марш никого не отравляла, что действовало врозь с Агатой Кристи, у которой отравление было излюбленным способом лишения жизни. Это связано с тем, что однажды мать повела маленькую Эдит на постановку «Ромео и Джульетты» Шекспира. Найо Марш была так впечатлена сценой отравления Джульетты, что до конца жизни боялась умереть от яда.
С 1974 года Найо Марш являлась членом знаменитого Детективного Клуба. Вероятно, можно сказать, что она была последним писателем Золотого века детективного жанра, принятым в Детективный клуб (ей было 79 лет), так как другие писатели Золотого века либо уже состояли в членстве, либо так и не были приняты в Клуб.
1. «Игра в убийство» (англ. «A Man Lay Dead») (1934);
2. «Убийца, ваш выход!» (англ. «Enter a Murderer») (1935);
3. «Убийство в частной клинике» (англ. «The Nursing Home Murder») (1935); Так же издавался в России под названием «Убийство в частной лечебнице»
4. «Смерть в экстазе» (англ. «Death in Ecstasy») (1936); (1936);
5. «Убийство в стиле винтаж» (англ. «Vintage Murder») (1937);
6. «Маэстро, вы — убийца!» (англ. «Artists in Crime») (1938);
7. «Смерть в белом галстуке» (англ. «Death in a White Tie») (1938). Издан в России под названием «Кто подслушал слонёнка Госпела»;
8. «Прелюдия к убийству»(англ. «Overture to Death») (1939); Так же издавался в России под названиями «Увертюра к убийству» и «Увертюра к смерти»
9. «Выпить и умереть» (англ. «Death at the Bar») (1940); Так же издавался в России под названием «Смерть в баре»
10. «Семейка Лампри» (англ. «Surfeit of Lampreys») (1941). В США опубликована под названием «Смерть пэра» (англ. «Death of a Peer»); Так же издавался в России под названием «Объевшись миногами»
11. «Танцующий лакей» (англ. «Death and the Dancing Footman») (1942); Так же издан в России под названием «Смерть и танцующий лакей»
12. «Купаться запрещено!» (англ. «Colour Scheme») (1943). Так же издан в России под названием «Заклятье древних Маори»;
13. «Смерть в овечьей шерсти» (англ. «англ. Died in the Wool») (1945);
14. «Тайна старого морга» (англ. «Money in the Morgue») (2018)
15. «Занавес опускается» (англ. «Final Curtain») (1947), другой вариант перевода — «Последний занавес»
16. «Убийство под аккомпанемент» (англ. «Swing, Brother, Swing») (1949). Издан в США под названием (англ. «A Wreath for Rivera»);
17. «Премьера» (англ. «Opening Night») (1951). Издан в США под названием (англ. «Night at the Vulcan»);
18. «Старые девы в опасности» (англ. «Spinsters in Jeopardy») (1954);
19. «Форель и Фемида» (англ. «Scales of Justice») (1955). Издавался в России и под другим названием — «Весы Фемиды»;
20. «Снести ему голову!» (англ. «Off With His Head») (1957). В США опубликована под названием «Смерть дурака» (англ. «Death of a Fool»);
21. «Пение под покровом ночи» (англ. «Singing in the Shrouds») (1959); другой вариант перевода — «Ария с жемчугом»
22. «Смерть в день рождения» (англ. «False Scent») (1960). Так же издавался в России под названием «Мнимая беспечность»;
23. «Рука в перчатке» (англ. «Hand in Glove») (1962);
24. «Источник соблазнов» (англ. «Dead Water») (1964);
25. «Смерть в театре „Дельфин“» (англ. «Death at the Dolphin») (1967);
26. «Кругом одни констебли», другой вариант перевода — «На каждом шагу констебли» (англ. «Clutch of Constables») (1968);
27. «Однажды в Риме» (англ. «When in Rome») (1970);
28. «Обманчивый блеск мишуры» (англ. «Tied Up in Tinsel») (1972);
29. «Чернее некуда» (англ. «Black As He's Painted») (1974);
30. «Последний рубеж» (англ. «Last Ditch») (1977);
31. «Роковая ошибка» (англ. «Grave Mistake») (1978);
32. «Фотофиниш» (англ. «Photo Finish») (1980);
33. «Свет гаснет» (англ. «Light Thickens») (1982).

В 2018 году издательство HarperCollins опубликовало роман «Money in the Morgue», который Найо Марш начала писать в 1940-х годах, и действие которого происходит после действий романа «Смерть в овечьей шерсти», и до действий романа «Занавес опускается», но так и не закончила. Роман дописала Стелла Даффи (англ. Stella Duffy).

### Рассказы
1. «Смерть в эфире» (англ. «Death on the Air») (1936)
2. «I Can Find My Way Out» (1946 — USA)
3. «Chapter and Verse: The Little Copplestone Mystery» (1974 — USA)
4. «Moonshine» (~1936; точная дата неизвестна)
5. «The Hand in the Sand» (1953)
6. «My Poor Boy» (1959)
7. «The Cupid Mirror» (1972)
8. «A Fool about Money» (1973—USA)
9. «Evil Liver» (1975)
10. «Morepork» (1979—USA)

«Смерть в эфире и другие истории» (англ. «Death on the Air and Other Stories») (1995). Сборник рассказов, впервые опубликованный в 1995 году. Включает в себя 5 коротких рассказов из серии о Родерике Аллейне, три ранее не публиковавшихся и два автобиографических очерка.